# Ghost (film, 1990)
A Ghost 1990-ben bemutatott amerikai romantikus, misztikus filmdráma, melynek főszereplője Patrick Swayze, Demi Moore és Whoopi Goldberg. A forgatókönyvet Bruce Joel Rubin írta, a filmet Jerry Zucker rendezte.
A filmet 1990. július 13-án mutatták be a mozikban, és kereskedelmi sikert aratott: 22-23 millió dolláros költségvetéssel szemben 505 millió dolláros bevételt gyűjtött, és 1990 legnagyobb bevételt hozó filmjévé vált, megjelenésekor pedig minden idők harmadik legnagyobb bevételt hozó filmje lett. Általánosságban pozitív véleményeket kapott a kritikusoktól, különösen a filmzenét és a színészek alakítását dicsérték.

## Cselekmény
Sam Wheat (Patrick Swayze), bankár és barátnője, Molly Jensen (Demi Moore), a tehetséges agyagművész, szerető párt alkotnak, akik épp most költöznek be új New York-i otthonukba. Sam a munkahelyén rájön az egyes bankszámlák közötti eltérésekre és ezt megosztja kollégájával és legjobb barátjával, Carl Brunerrel (Tony Goldwyn). Carl felajánlja, hogy segít utánanézni a bankszámláknak, de Sam inkább maga jár utána. Nem sokkal később Sam és Molly éppen hazafelé sétál, amikor egy fegyveres rabló, Willy Lopez (Rick Aviles) megtámadja őket és lelövi Samet. Sam arra eszmél, hogy Molly az ő holtteste fölött zokog. Rá kell döbbennie, hogy ő egy szellem, aki nem látható és nem hallható. Felkeresi Carlt, akitől megtudja, hogy ő tervelte ki a rablást, hogy ne derüljenek ki piszkos ügyei.
Sam találkozik Oda Mae Brownnal (Whoopi Goldberg), a középszerű médiummal, aki nem látja, csak hallja Samet. Addig Oda csak tettette médiumi képességeit. Sam arra kéri Odát, figyelmeztesse Mollyt, hogy veszélyben van, de Oda sokkos állapotban van (mivel életében először lépett kapcsolatba egy elhunyt szellemével) és nem hajlandó segíteni Samnek. Sam rájön, hogy Carl egy pénzmosási ügyletben vesz részt a bankban és az ellene irányuló rablási kísérlet célja az volt, hogy Carl megszerezhesse a Sam által használt biztonsági kódokat.
Sam a metróbeli agresszív poltergeist szellemtől (Vincent Schiavelli) megtanulja, hogy a szellemi erejével hogyan mozgassa a tárgyakat. Majd rábeszéli Oda Mae-t, hogy segítsen neki leleplezni Carl pénzmosását úgy, hogy játssza el Carl fiktív bankszámlájának tulajdonosát. Sam Oda segítségével megszünteti a bankszámát és a rajta lévő összeget, 4 millió dollárt egy árvaház számlájára utaltatja. Oda Mae segítségével Sam üzeneteket ad át Mollynak, de Molly nem hisz neki, ezért a rendőrségre megy, ahol kiderül, hogy Oda Mae szélhámos.
Carl kétségbeesetten próbál hozzáférni a hamis bankszámlájához. Rájön, hogy Oda Mae megszüntette a számlát, ezért felkeresi és megfenyegeti, hogy ha nem adja vissza a pénzt, akkor megöli Mollyt. Sam az apartmanban elkapja Willyt és rátámad. Willy rémülten elmenekül és egy autó elüti. A szellemét pedig egy csoport üvöltő démon ragadja el és feltehetően a Pokolba viszi.
Ezt követően Sam és Oda Mae visszatér Molly lakásába, hogy figyelmeztesse őt, hogy Carl meg akarja ölni, de Molly nem hisz nekik. Sam belép a lakásba és azt mondja Oda Mae-nek, hogy csúsztasson át egy pennyt az ajtó alatt, amit Sam felemel a levegőbe. A meglepett Molly rájön az igazságra, Oda Mae kölcsönadja a testét Samnek, hogy még egyszer, utoljára beszélhessenek és megérintsék egymást.
Carl megérkezik, azzal a szándékkal, hogy megölje Mollyt, és hogy Oda Mae-től visszakövetelje a pénz, de Molly és Oda Mae elmenekülnek. Menekülés közben Carlra egy törött ablaktábla zuhan és meghal. Carl maga is szellemmé válik, akit szintén sötét démonok visznek el, mint Willyt.
Sam odamegy Mollyhoz és Oda Mae-hez és megkérdezi, hogy jól vannak-e. Molly hirtelen rájön, hogy már ő is hallja Sam hangját, majd Sam rövid időre teljesen láthatóvá válik. Sam a háta mögött sok ismeretlen embert lát, felismeri, hogy az ő feladata befejeződött és ideje továbblépnie. Miután megköszöni Oda Mae-nek a segítséget, érzelmes búcsút vesz Mollytól és elindul a fény felé.

## Szereplők
| Szerep                 | Színész            | Magyar hang    |
| ---------------------- | ------------------ | -------------- |
| Sam Wheat              | Patrick Swayze     | Vass Gábor     |
| Molly Jensen           | Demi Moore         | Détár Enikő    |
| Oda Mae Brown          | Whoopi Goldberg    | Felföldi Anikó |
| Carl Bruner            | Tony Goldwyn       | Rékasi Károly  |
| Willie Lopez           | Rick Aviles        | Jakab Csaba    |
| Szellem a metrón       | Vincent Schiavelli | Reviczky Gábor |
| Clara, Oda Mae nővére  | Armelia McQueen    | Mányai Zsuzsa  |
| Louise, Oda Mae nővére | Gail Boggs         | Papp Ági       |
| Szellem a sürgősségin  | Phil Leeds         | Szabó Ottó     |
| Orlando                | Augie Blunt        | Antal László   |
| Rendőrőrmester         | Stephen Root       | Bajor Imre     |
| Lyle Furgeson          | Bruce Jarchow      |                |

Stephen Root rendező és édesanyja, Charlotte Zucker is feltűnik cameoszerepben, valamint Phil Leeds, mint a kórházi szellem.

## Díjak, jelölések
A Ghostot öt Oscar-díjra jelölték, beleértve a legjobb film, a legjobb vágás és a legjobb eredeti filmzene kategória jelölését. Elnyerte a legjobb eredeti forgatókönyv és legjobb női mellékszereplőnek, (Whoopi Goldberg) járó díjat.
| Év   | Díj                           | Kategória                                             | Jelölt                                                      | Eredmény |
| ---- | ----------------------------- | ----------------------------------------------------- | ----------------------------------------------------------- | -------- |
| 2008 | TV Land Award                 | Favorite Character from the "Other Side"              | Whoopi Goldberg                                             | Jelölve  |
| 2007 | Satellite Award               | Best Classic DVD                                      |                                                             | Jelölve  |
| 1992 | Image Award                   | Kiemelkedő női főszereplő filmben                     | Whoopi Goldberg                                             | Elnyerte |
| 1991 | AASCAP Award                  | Top Box Office Films                                  | Maurice Jarre                                               | Elnyerte |
| 1991 | Oscar-díj                     | Legjobb női mellékszereplő                            | Whoopi Goldberg                                             | Elnyerte |
| 1991 | Oscar-díj                     | Legjobb forgatókönyv                                  | Bruce Joel Rubin                                            | Elnyerte |
| 1991 | Oscar-díj                     | Legjobb film vágás                                    | Walter Murch                                                | Jelölve  |
| 1991 | Oscar-díj                     | Legjobb film zene                                     | Maurice Jarre                                               | Jelölve  |
| 1991 | Oscar-díj                     | Legjobb kép                                           | Lisa Weinstein                                              | Jelölve  |
| 1991 | Saturn Award                  | Legjobb színésznő                                     | Demi Moore                                                  | Elnyerte |
| 1991 | Saturn Award                  | Legjobb fantasy film                                  |                                                             | Elnyerte |
| 1991 | Saturn Award                  | Legjobb női mellékszereplő                            | Whoopi Goldberg                                             | Elnyerte |
| 1991 | Saturn Award                  | Legjobb színész                                       | Patrick Swayze                                              | Jelölve  |
| 1991 | Saturn Award                  | Legjobb rendező                                       | Jerry Zucker                                                | Jelölve  |
| 1991 | Saturn Award                  | Legjobb zene                                          | Maurice Jarre                                               | Jelölve  |
| 1991 | Saturn Award                  | Legjobb speciális effektusok                          | Bruce Nicholson John T. Van Vliet Richard Edlund Laura Buff | Jelölve  |
| 1991 | Saturn Award                  | Legjobb férfi mellékszereplő                          | Tony Goldwyn                                                | Jelölve  |
| 1991 | Saturn Award                  | Legjobb író                                           | Bruce Joel Rubin                                            | Jelölve  |
| 1991 | Eddie Award                   | Best Edited Feature Film                              | Walter Murch                                                | Jelölve  |
| 1991 | American Comedy Award         | Legviccesebb női mellékszereplő – Film                | Whoopi Goldberg                                             | Elnyerte |
| 1991 | ASC Award                     | Kiemelkedő operatőri teljesítmény                     | Adam Greenberg                                              | Jelölve  |
| 1991 | Award of the Japanese Academy | Legjobb idegen nyelvű film                            |                                                             | Jelölve  |
| 1991 | BAFTA-díj                     | Legjobb női mellékszereplő                            | Whoopi Goldberg                                             | Elnyerte |
| 1991 | BAFTA-díj                     | Legjobb sminkes                                       | Ben Nye Jr.                                                 | Jelölve  |
| 1991 | BAFTA-díj                     | Legjobb forgatókönyv – Eredeti                        | Bruce Joel Rubin                                            | Jelölve  |
| 1991 | BAFTA-díj                     | Legjobb speciális vizuális effektusok                 |                                                             | Jelölve  |
| 1991 | Golden Globe-díj              | Legjobb női mellékszereplő                            | Whoopi Goldberg                                             | Elnyerte |
| 1991 | Golden Globe-díj              | Legjobb film – Vígjáték / Musical                     |                                                             | Jelölve  |
| 1991 | Golden Globe-díj              | Legjobb színészi alakítás film – Vígjáték / Musical   | Patrick Swayze                                              | Jelölve  |
| 1991 | Golden Globe-díj              | Legjobb színésznői alakítás film – Vígjáték / Musical | Demi Moore                                                  | Jelölve  |
| 1991 | Golden Screen                 |                                                       | UIP (gyártó)                                                | Elnyerte |
| 1991 | Hugo Award                    | Legjobb drámai előadás                                |                                                             | Jelölve  |
| 1991 | KCFCC Award                   | Legjobb női mellékszereplő                            | Whoopi Goldberg                                             | Elnyerte |
| 1991 | Readers' Choice Award         | Legjobb idegen nyelvű film                            | Jerry Zucker                                                | Elnyerte |
| 1991 | People's Choice Award         | Kedvenc drámai film                                   |                                                             | Elnyerte |
| 1991 | Audience Award                | Legjobb idegen nyelvű film                            | Jerry Zucker                                                | Elnyerte |
| 1991 | WGA Award (Screen)            | Legjobb forgatókönyv                                  | Bruce Joel Rubin                                            | Jelölve  |
| 1991 | Young Artist Award            | Legszórakoztatóbb film – Vígjáték / Horror            |                                                             | Elnyerte |
| 1990 | Nikkan Sports Film Award      | Legjobb idegen nyelvű film                            |                                                             | Elnyerte |

## Filmzene
1. "Unchained Melody"
2. "I'm Henry The VIII, I Am"
3. David Hykes & the Harmonic Choir – "Kyrie Opening"
4. Dorothy Love Coates and The Original Gospel Harmonettes – "No Hiding Place"
5. The Righteous Brothers – "Since I Fell For You"
6. The Righteous Brothers – "Unchained Melody"

## Kritika
A film általánosságban kedvező visszajelzéseket kapott, a Rotten Tomatoes 81%-osnak minősítette.

## Bevételek
A film kasszasiker lett, az 505.702.588  USD bevételével, a 21 milliós költségvetéshez képest.

## Musical adaptációk és paródiák
A film inspirálta a musical változatot, a GHOST The Musicalt, amelynek világpremierje 2011 márciusában volt a Manchester Operaszínházban, 2011 júniusában pedig a West Endben.
Az agyagozós jelenet nagyon sikeres és ismert lett, gyakran parodizálják. Néhány ezek közük: Saturday Night Live, Family Guy ("The Story on Page One"), All's Well, Ends Well, Csupasz pisztoly 2 és 1/2, Madagaszkár pingvinjei, Futurama ("Bendless Love" and "Bender's Game"), Community ("Beginner Pottery"),Victorious ("Survival of the Hottest"), Wallace és Gromit ("A Matter of Loaf and Death"), 6teen ("Unhappy Anniversary") és Ellen ("Alone Again... Naturally").

## Remake
2010. november 13-án a Paramount és a Shochiku kiadott egy japán remake-et Ghost: In Your Arms Again címmel. A remake-ben szereplő színészek: Nanako Macusima, Song Seung-heon dél-koreai színész és Kiki Kirin veterán színésznő.